# ヘテプセケムイ
ヘテプセケムイ（翻字: Htp-sxm.wy, エジプト語英語化: Hotepsekhemwy/Hetepsekhemwy、在位：前2890年頃）は、エジプト第2王朝初代ファラオである。ヘテプセケムウイ、ホテプセケムウィとも表記される。

## 来歴
現代の学者が得られるヘテプセケムイの情報は極めて少ない。プトレマイオス朝時代（前305年-前30年）にマネトによって記された『エジプト史（Αἰγυπτιακά）』では第2王朝の最初の王の名はボエトスであり、その治世中にブバスティスで地割れがあり大勢の人間が死んだとされている。
現代の学者は第2王朝の初代王名をヘテプセケムイとしている。第2王朝の最初の3人の王名はヘテプディエフという神官・官吏の像（エジプト考古学博物館）に記載されており、ヘテプセケムイという名前は「2つの力を満足させる」、「2つの力は平和である」などと訳せる。この名前を、上エジプトと下エジプトという2つの国、ひいてはそれぞれの守護神であるホルスとセトの和解を意味すると解釈し、第1王朝末期の混乱を平定した王であったかもしれないという憶測がしばしばなされる。なお、ヘテプセケムイの名前は古代にはベジャウと誤読されており、古い文献にはこの名前で登場することもある。
ヘテプセケムイと第1王朝の王たちの関係は不明だが、彼は第1王朝時代に王墓が築かれたアビュドスではなく、史上初めてサッカラに王墓を造営したと言われている。厳密には特定できていないが、第3王朝のジェセル王のピラミッドそば、あるいは第5王朝のウナス王のピラミッド複合体そばにヘテプセケムイの墓があると推定されている。
ヘテプセケムイにはペルネブという息子がいたことが知られているが、彼の兄弟、またはもう一人の息子のラーネブが後を継いだ。